# Liste der Monuments historiques in Bourcefranc-le-Chapus
Die Liste der Monuments historiques in Bourcefranc-le-Chapus führt die Monuments historiques in der französischen Gemeinde Bourcefranc-le-Chapus auf.

## Liste der Bauwerke
| Bezeichnung  | Beschreibung | Standort | Kennzeichnung | Schutzstatus | Datum | Bild           |
| ------------ | --- | -------- | ------------- | ------------ | ----- | -------------- |
| Fort Louvois | auch Fort du Chapus; entworfen von François Ferry, verändert ausgeführt von Sébastien Le Prestre de Vauban, erbaut 1691 bis 1700 | (Lage)   | PA00104630    | Classé       | 1929  | weitere Bilder |

## Liste der Objekte
- Monuments historiques (Objekte) in Bourcefranc-le-Chapus in der Base Palissy des französischen Kultusministeriums